# Reichengasse
Die Reichengasse (auch Reichengässchen) ist die älteste Gasse in der oberösterreichischen Landeshauptstadt Linz. Sie verläuft vom Hofberg zwischen den Häusern Hofberg 6 und 8 in westlicher Richtung und endet als Sackgasse unterhalb des Hauses Hofgasse 20. Ursprünglich ging der Verlauf bis in die Hofgasse zum Linzer Schloss.

## Lage und Charakteristik
Die Reichengasse diente im Mittelalter als Abwassergraben vom Schloss zur Donau. Ihr Name leitet sich davon ab, dass beim Brand von Linz 1800 sich die Menschen von der Donau her kommend die Wasserkübel Mann an Mann reichten zum Schloss hinauf.